# 心材
心材（Heart wood）指樹幹中央部分的木材，是老化的木質部，位於髓心與邊材之間。由於形成層不斷增生产生新的木質部細胞，中心部分老的心材漸漸失去輸導功能。因為活細胞慢慢死亡，填充細胞的形成、油脂、樹膠、單寧或其他物質的添加而顏色加深，使得部分木材的邊材與心材界線鮮明。
心材一詞僅源於其位置，而不是源於對樹木的任何至關重要的意義。樹在心材完全腐爛的情況下也能正常生长。有些物種在生命早期就開始形成心材，因此只有一層薄薄的活邊材，而在其他物種中，變化來得很慢。薄邊材是栗樹、刺槐、桑樹、橙子和黃樟等樹種的特徵，而楓樹、白蠟木、山核桃、朴樹、山毛櫸和松樹邊材較厚。其他一些從不形成心材。